# 서명초등학교
서명초등학교는 대한민국 부산광역시 금정구 서1동에 있는 공립 초등학교이다.

## 학교 연혁
- 1993년 3월 1일: 개교이다.